# Araçuaí
Araçuaí là một đô thị thuộc bang Minas Gerais, Brasil. Đô thị này có diện tích 2235,696 km², dân số năm 2007 là 37262 người, mật độ 16,6 người/km².